# هربرت كراوس
هربرت كراوس (بالألمانية: Herbert Kraus)‏ (و. 1884 – 1965 م) هو بروفيسور، ومحامي، من ألمانيا، ولد في روستوك، توفي في غوتينغن، عن عمر يناهز 81 عاماً.

## التعليم
تعلم في جامعة باريس، وجامعة هارفارد، وجامعة كولومبيا.

## مناصب وهيئات
أدار جامعة غوتينغن.

## جوائز
حصل على جوائز منها:
- قائد فرسان من وسام استحقاق جمهورية ألمانيا الاتحادية.

## روابط خارجية
- هربرت كراوس على موقع مونزينجر (الألمانية)